# Siam Cement
Siam Cement est un conglomérat thaïlandais ayant environ 24 000 employés. Il est listé au Stock Exchange of Thailand et est classé 863e plus grande entreprise mondiale par Forbes 2000. Créée par le roi Rama VI en 1913, l'entreprise  s'est depuis diversifiée dans la chimie, le papier, le ciment, les matériaux de construction et la distribution. Le principal actionnaire de l'entreprise est le Crown Property Bureau avec 30 % des actions.